# Basílica de Santa Lucia a Mare
La basílica de Santa Lucía del Mar (en italiano: Basilica di Santa Lucia a Mare) es una iglesia católica en Nápoles, Italia, reconocida como santuario. Se encuentra en el Borgo Santa Lucia, dentro del centro histórico de la ciudad. En el plano administrativo, la parroquia forma parte del tercer decanato de la Arquidiócesis de Nápoles.

## Historia
La iglesia debe su nombre a su ubicación original, ya que antiguamente, antes de la expansión hacia el mar del Borgo Santa Lucia, se encontraba adyacente a la línea costera.
Según la tradición, su fundación se atribuye a una sobrina del emperador Constantino I, aunque no se conservan testimonios documentales de la existencia de la iglesia antes del siglo IX.
Los primeros ocupantes del lugar fueron los monjes basilios, quienes poseían un convento en el cercano islote de Megaride, donde actualmente se encuentra el Castel dell'Ovo. Posteriormente, el templo pasó a ser administrado por las monjas de Santa Patricia, rama femenina de la misma orden.
En 1588, bajo la dirección de la abadesa Eusebia Minadoa, se llevó a cabo una importante remodelación del edificio.
Considerada desde siempre un lugar de peregrinación, fue erigida como parroquia en la segunda mitad del siglo XVIII.
En 1845, las obras de reurbanización de la Via Chiatamone, que implicaron una elevación del nivel de la calle, provocaron el enterramiento de la iglesia renacentista del siglo XVI. Sobre ella se erigió el templo actual, el cual fue bombardeado en 1943 y posteriormente reconstruido tras la guerra, siguiendo el modelo arquitectónico del edificio decimonónico.
En la segunda mitad del siglo XX fue elevada a santuario diocesano consagrado al culto popular de Santa Lucía.
En 1957, la iglesia recibió la visita de un reconocido peregrino: el actor Totò, afectado por una grave afección visual que le imposibilitaba continuar con su actividad profesional. Luego de varios meses de tratamiento, experimentó una mejora significativa en la vista, que le permitió retomar su carrera artística frente a las cámaras.

## Obras

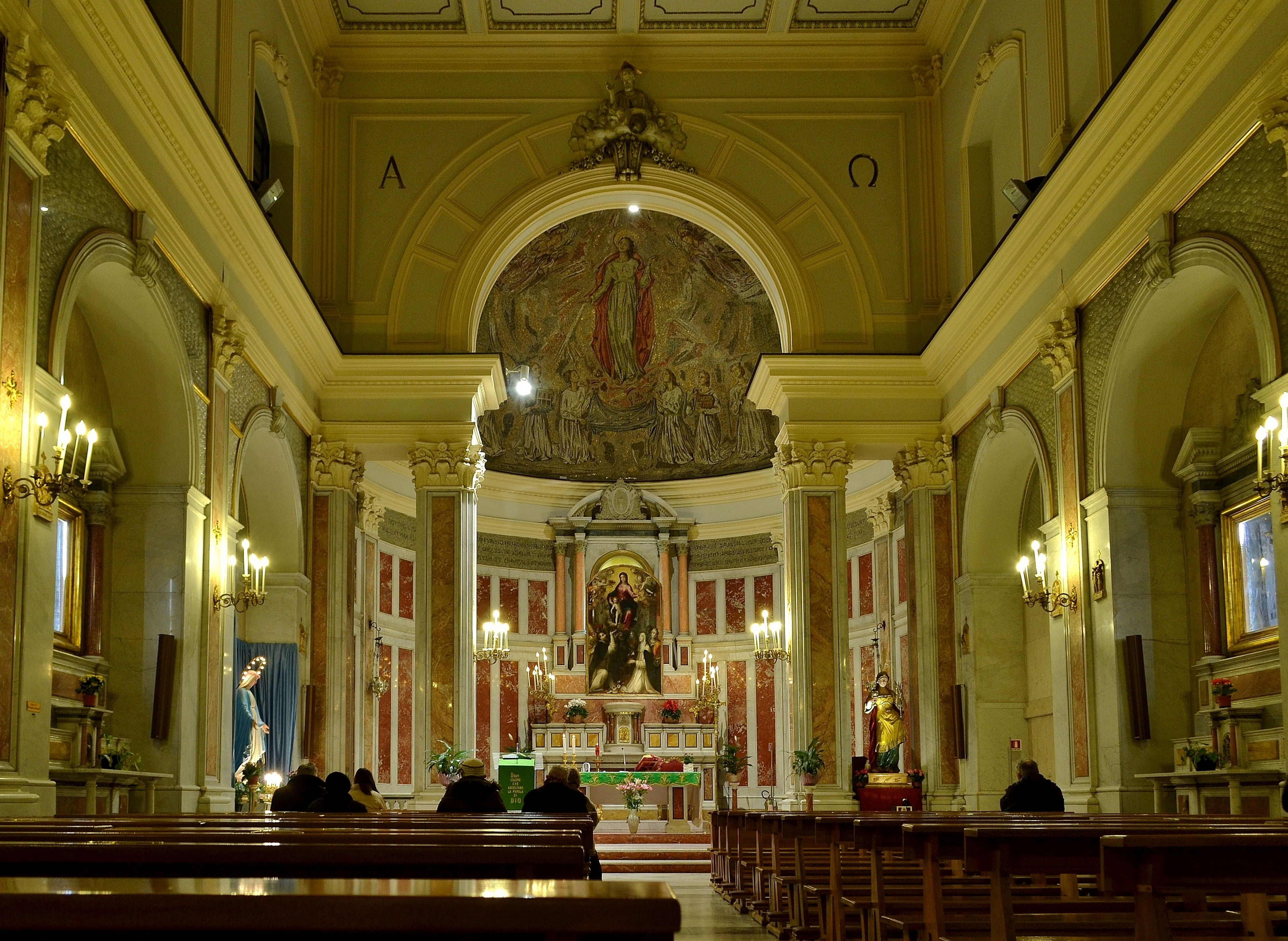
El interior.

En el altar mayor se conserva una valiosa escultura del siglo XVIII, obra de Nicola Fumo, que representa a Santa Lucía de Siracusa.
En el coro se distingue una tabla del Rosario, realizada en 1588 por Dirk Hendricksz.
En la oficina parroquial se encuentra una pintura de Gioacchino Toma que representa el retrato del sacerdote Luigi Villani.
Las demás obras, de época medieval y de otros periodos históricos, fueron destruidas durante la segunda guerra mundial.